# Eriopyga simplex
Eriopyga simplex är en fjärilsart som beskrevs av Dyar 1916. Eriopyga simplex ingår i släktet Eriopyga och familjen nattflyn. Inga underarter finns listade i Catalogue of Life.